# كموشقاشيق (جرجر)
كموشقاشيق (بالكردية: Keferdiş‏) (بالتركية: Gümüşkaşık)‏ هي قرية كرديّة تتبع إداريّاً لمديرية جرجر في محافظة أديامان التركية، بلغ عدد سكانها 401 نسمة في عام 2021.